# Haplomitrium grollei
Haplomitrium grollei là một loài Rêu trong họ Haplomitriaceae. Loài này được D. Kumar & Udar mô tả khoa học đầu tiên năm 1977.